# Trevon Duval
Trevon Tyler Duval, né le 3 août 1998 dans l'arrondissement du Queens à New York, est un joueur américain de basket-ball évoluant au poste de meneur.

## Biographie
Après avoir été classé meilleur meneur de la classe de 2017, il effectue une unique année universitaire du côté de Duke aux côtés d'autres prospects comme Gary Trent Jr., Grayson Allen ou encore Marvin Bagley. Après cette saison, il se présente à la draft 2018 de la NBA mais n'est pas sélectionné. Par la même occasion, il devient le premier joueur de Duke de l'histoire s'étant présenté à la draft au bout d'une seule saison universitaire à ne pas avoir été sélectionné.
Le 24 juillet 2018, il a signé un contrat two-way avec les Bucks de Milwaukee pour la saison NBA à venir.
Le 24 mars 2019, il est coupé par les Bucks de Milwaukee.
Le 27 mars 2019, il signe un contrat two-way jusqu'à la fin de la saison avec les Rockets de Houston mais n'apparait dans aucune rencontre.